# 硅骑士
硅骑士工作室（英語：Silicon Knights）是一家加拿大的电子游戏开发商。工作室在1992年由丹尼斯·戴雅克创立，公司位于加拿大安大略省的圣凯瑟琳斯。硅骑士最为人熟知的作品应该是为科乐美与任天堂在任天堂GameCube平台上制作的《合金装备 孪蛇》。
硅骑士工作室在2012年时因为一桩与Epic Games的官司导致工作室受到巨大损失，并且也导致了创始人丹尼斯·戴雅克的离职；他随后又创立的新的游戏工作室：Precursor Games。2013年5月时，工作室已经清算了资产并关闭了办公室，但称将继续与Epic Games斗争下去。至此硅骑士已经名存实亡。

## 公司历史

### 初露锋芒
硅骑士工作室由加拿大人丹尼斯·戴雅克在1992年创立，而且公司正式以“硅骑士”之名创立是在他们的第一款游戏《Cyber Empires》发售之后。工作室最初的几款游戏都是混合了即时战略与动作要素的电脑游戏，它为电脑平台开发的最后一款游戏是于1994年发售的《暗黑军团》（Dark Legions）。此后，硅骑士就将开发平台从电脑转向了家用游戏机平台；它的第一款主机游戏是《The Horde》在世嘉土星平台上的移植作。而由硅骑士独自开发的第一款主机游戏是《血兆：凯恩的遗产》 （Blood Omen: Legacy of Kain）是发行在索尼的PlayStation上的。而后本作获得了成功，但是续作的制作理念所造成的纷争使得其续作交由了发行商晶体动力的开发团队负责，而硅骑士也与水晶动力分道扬镳。

### 任天堂的第二方
在2000年，硅骑士与日本游戏巨头任天堂签定独占合约，成为其旗下第二方开发团队成员之一；硅骑士将只为任天堂的硬件平台开发游戏作品。作为电子游戏机的第六世代末期，硅骑士计划为任天堂64开发一款以中东为背景的军事题材动作游戏，但是9·11事件的发生导致本作因为政治敏感性不得不开发搁浅。2002年，硅骑士为任天堂GameCube平台开发了《无尽黑暗》。作为一款恐怖游戏，《无尽黑暗》在剧情编织上充满新意，虽然在商业上全球销量仅过50万套，不过本作还是获得了业界媒体的优秀口碑并获奖，GameSpot曾提名本作为当年任天堂GameCube年度游戏之一。硅骑士的下一步作品是与科乐美开发《合金装备》（Metal Gear Solid）系列的初作在任天堂GameCube上的重制作《合金装备 孪蛇》。本作由小岛秀夫与宫本茂两位业界前辈挂名监制，而硅骑士不仅将原版游戏的故事氛围带到了机能更强的任天堂GameCube平台上，而且从《合金装备2 自由之子》上汲取了更好的操控方式。《合金装备 孪蛇》于2004年发售，而在同一年硅骑士结束了与任天堂的第二方合同，成为独立的游戏开发工作室。

### 盛极转衰
2005年初，硅骑士与世嘉签约，硅骑士将为次世代主机平台（第七世代）开发游戏并由世嘉代理发行。但在同一年，硅骑士又选择了微软游戏工作室作为搭档，而工作室策划了有近10年的《無間戰神》（Too Human）将成为Xbox 360的独占作品。在开发、延期和跳票之间度过了3年之后的2008年，《无间战神》终于完工并由微软发行；然而过大的野心和中庸的质量使得本作没有达到硅骑士的预期，并成为了硅骑士的衰落的起点。而造成硅骑士衰落的一大原因是与Epic Games的官司。在2011年9月，硅骑士为动视开发的《X战警：宿命》（X-Men: Destiny）发售，硅骑士负责本作的任天堂DS，PlayStation 3，Xbox 360以及Wii这四个平台版本的游戏；这是硅骑士到目前为止推出的最后一款游戏。但在游戏推出后获得了一片骂声，游戏难以恭维的素质让很多媒体对本作打出了低分。

#### 官司缠身
硅骑士在开发《无间战神》时选择了Epic Games大名鼎鼎的虚幻引擎3作为游戏主引擎。在2007年时，硅骑士以“没有提供一个能用的游戏引擎”并使自己“遭到了相当大的损失”之名将Epic Games告上了法庭。但在2007年8月9日，Epic Games反诉硅骑士在使用其引擎时并没有支付专利使用费用。2012年5月30日，法院判决Epic Games胜诉，并判决硅骑士应支付Epic Games因版权侵权，盗用商业秘密，以及违约责任等总共445万美元的赔偿金。在Epic Games的反诉中，审判长表示，硅骑士曾经“故意并多次复制成千上万行的Epic Games的版权保护代码，然后试图通过消除Epic Games公司的版权声来掩盖其不法行为，并通过伪装Epic Games的受版权保护的代码作为硅骑士自己所有。”
作为判决结果，硅骑士在法院的监督下销毁了从虚幻引擎3获得的游戏代码、从Epic Games的虚幻引擎文档网站上获得的许可受限制区域的所有信息，并允许Epic Games的访问硅骑士的公司服务器和其他设备，以确保这些项目已被删除。此外，他们还奉命收回销毁所有未售出的内置使用虚幻引擎3代码的零售版本游戏，包括《无间战神》、《X战警：宿命》、《The Sandman》、《The Box/The Ritualyst》以及《Siren in the Maelstrom》（后三个游戏项目从来都没有发行，甚至都没有正式公布过）。在这之后硅骑士的创始人丹尼斯·戴雅克离职。在2013年1月，硅骑士还从微软的Xbox Live上下架了数字版的《无间战神》和《X战警：宿命》游戏以及相关内容。在同年的12月，硅骑士再次上诉。
2014年1月，美国上诉法庭在该案件的第四次庭审时驳回了硅骑士此前的上诉，并裁决申明：硅骑士欠Epic Games除了445万美元的赔偿金以外，还要支付Epic Games的470万美元诉讼费。这意味着硅骑士将要支付给Epic Games超过900万美元的巨额罚金。

### 政府扶持
硅骑士在2007年2月从安大略省媒体发展公司（OMDC）的电子游戏原型计划（Video Game Prototype Initiative）那里获得了50万美元的资助；利用这笔款项，工作室制作了一个第三人称动作/恐怖游戏的原型预告片。
2010年4月，硅骑士宣布将获得来自安大略省联邦经济开发署（Ontario's Federal Economic Development Agency）的社区调节基金（Community Adjustment Fund）提供的将近400万美元的贷款，该款项将用于为工作室雇佣65名新员工，他们将为一款多平台的游戏进行开发工作，而该游戏预计将花费2至5年的时间开发。
2011年7月，硅骑士被授予分期5年总额约250万美元的省级资金，以提高其技术，创造新产品，并转型为一个有自我发行游戏能力的公司。这项投资将让该公司改善其技术，聘请80名新员工，同时保持当前的97个工作职位，让公司可以成为“自给自足”。截至2011年11月的，硅骑士还没有收到该资金的任何款项。

### 无力回天
在开发完成《无间战神》的时候，就有报道称硅骑士在裁员。而与Epic Games的官司败诉，更是让工作室雪上加霜。2013年5月时，有媒体获悉原来硅骑士在安大略省圣凯瑟琳斯的三层楼的办公室已经人去楼空，而硅骑士创始人丹尼斯·戴雅克在出走后成立的Precursor Games，将一些硅骑士的前员工招至靡下，并接收了一些硅骑士的资产包括了游戏美术设定等资料和游戏开发版权（无尽黑暗的续作）。硅骑士目前虽然没有正式关门，但是以它现在的情况，短时间之内是不会再开发游戏的。而选择留守硅骑士的首席财务官迈克尔·梅斯透露工作室目前的工作重点是“放在法律问题上的”。

## 公司作品

### 已发售
| 发售年份 | 游戏名称                                        | 游戏平台                               | 发行商                           |
| -------- | ----------------------------------------------- | -------------------------------------- | -------------------------------- |
| 1992     | Cyber Empires                                   | Amiga、Atari ST、DOS                   | Strategic Simulations            |
| 1993     | Fantasy Empires                                 | DOS                                    | Strategic Simulations            |
| 1994     | Dark Legions                                    | DOS                                    | Strategic Simulations            |
| 1995     | The Horde                                       | 世嘉土星                               | 晶体动力                         |
| 1996     | 血兆：凯恩的遗产 Blood Omen: Legacy of Kain     | PlayStation、Microsoft Windows         | 晶体动力（欧美） BMG互动（日本） |
| 2002     | 无尽黑暗 Eternal Darkness: Sanity's Requiem     | 任天堂GameCube                         | 任天堂                           |
| 2004     | 合金装备 孪蛇 Metal Gear Solid: The Twin Snakes | 任天堂GameCube                         | 科乐美                           |
| 2008     | 無間戰神 Too Human                              | Xbox 360                               | 微软游戏工作室                   |
| 2011     | X战警：宿命 X-Men: Destiny                      | 任天堂DS、PlayStation 3、Xbox 360、Wii | 动视                             |

### 已取消
- 最初版本的《無間戰神》（Too Human）：这是一部与最后发售的在Xbox 360上的同名游戏相比完全不同的游戏，它最早开发并预计发售在PlayStation平台上，后来又转移到任天堂GameCube上
- 《寂静岭：密箱》（Silent Hill: The Box；后被直接称为The Box和The Ritualyst）：是一款面向Xbox 360和PlayStation 3平台的开放世界恐怖生存游戏，不过是由世嘉预定负责发行而非寂静岭系列的版权方科乐美。游戏的计划后被世嘉方面取消，但是后来又由THQ获得并将其更名为The Ritualyst。该项目最后于2009年被取消[20]
- 《無間戰神2》（Too Human 2，又称Too Human: Rise of the Giants）以及《無間戰神3》（Too Human 3）
- 《无尽黑暗》续作

其他已取消的作品还有：Siren in the Maelstrom, The Sandman，King's Quest等。